# Chloroxyrrhepes
Chloroxyrrhepes is een geslacht van rechtvleugeligen uit de familie veldsprinkhanen (Acrididae). De wetenschappelijke naam van dit geslacht is voor het eerst geldig gepubliceerd in 1943 door Uvarov.

## Soorten
Het geslacht Chloroxyrrhepes  is monotypisch en omvat slechts de volgende soort:
- Chloroxyrrhepes virescens (Stål, 1873)